# Hellingen (Königsberg in Bayern)
Hellingen ist ein Gemeindeteil der Stadt Königsberg in Bayern im unterfränkischen Landkreis Haßberge.

## Geografie
Das Pfarrdorf liegt etwa einen Kilometer westlich vom Hauptort. Es besteht großteils aus Bauernhöfen, aber auch modernen Häusern.

## Geschichte

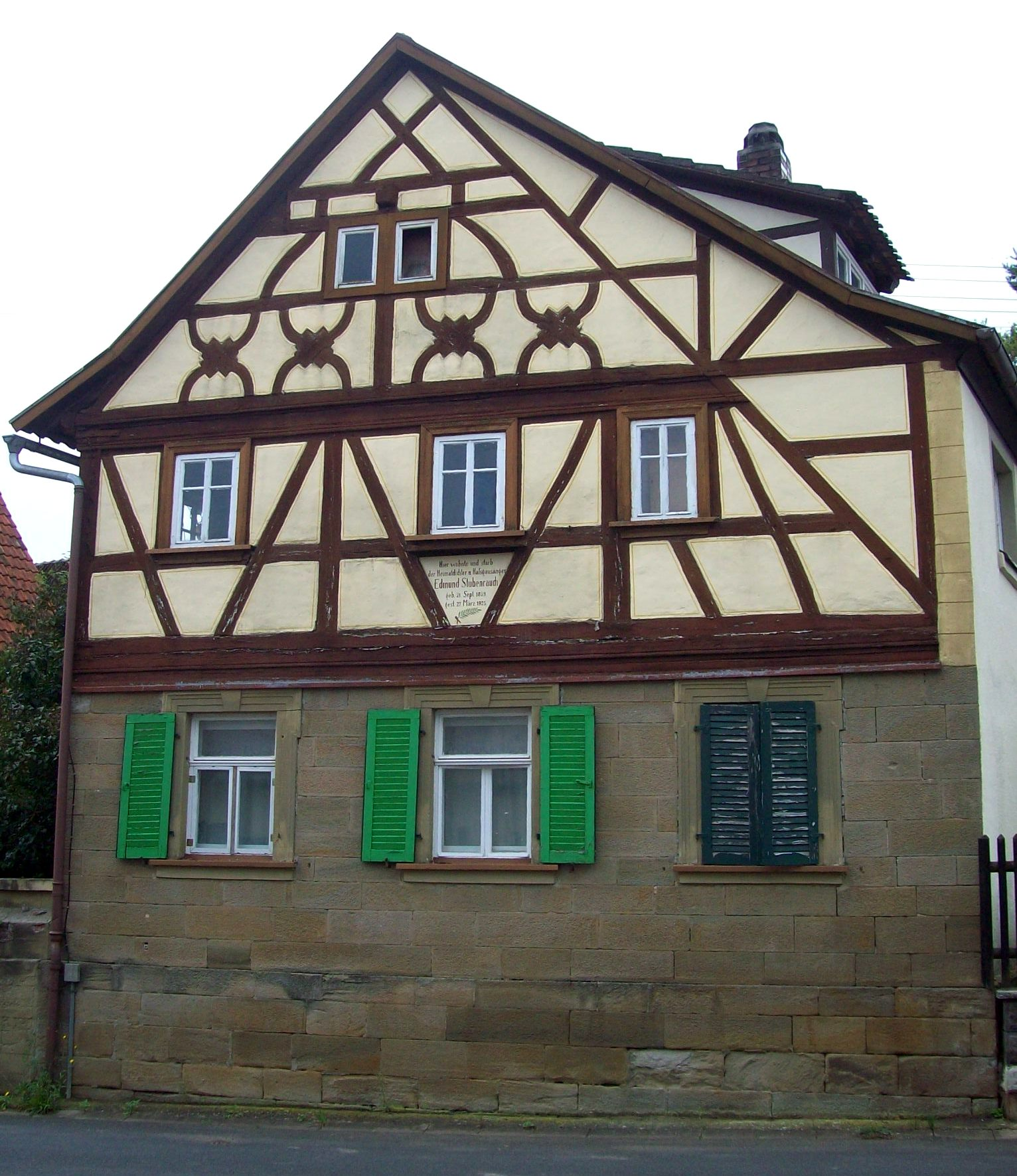
Wohnhaus des Dichters Edmund Stubenrauch (2014)

Hellingen wurde erstmals 824 urkundlich erwähnt, als Folcrat dem Kloster Fulda 55 Joch Land in „Hasageuue in Heilingo“ übergab.
Gemäß einem Staatsvertrag zwischen dem Großherzogtum Würzburg und dem Herzogtum Sachsen-Hildburghausen wurde 1807 das Ganerbendorf Hellingen, das zuvor zum sächsischen Amt Königsberg gehört hatte, an Würzburg abgetreten. 1808 kam der Ort wieder zu Sachsen-Hildburghausen. Ab 1826 gehörte Hellingen schließlich wie Königsberg bis zum Ende der Monarchie 1918 zum Herzogtum Sachsen-Coburg und Gotha.
Im Zuge der Gebietsreform in Bayern wurde Hellingen am 1. Mai 1978 nach Königsberg eingegliedert.

## Baudenkmäler
In der Liste der Baudenkmäler in Königsberg in Bayern sind für Hellingen 24 Baudenkmäler aufgeführt, darunter
- die evangelisch-lutherische Pfarrkirche St. Georg.

## Söhne und Töchter
- Edmund Stubenrauch (1859–1925), Dichter[7]

## Vereine
In Hellingen gibt es mehrere Vereine:
- Feuerwehrverein Hellingen
- Freiwillige Feuerwehr Hellingen
- Nassach-Angler Hellingen
- Obst- und Gartenbauverein Hellingen
- Tanzgruppe